# Rabiu Afolabi
Rabiu Afolabi; né le 18 mai 1980 à Osogbo, est un footballeur international nigérian qui évoluait au poste de défenseur.

## Biographie
Rabiu Afolabi fait ses débuts au Standard de Liège entre 1997 et 2000 et prend de l'ampleur petit à petit. Après un prêt d'une saison au SSC Naples, il revient en Belgique mais ne réussit pas à trouver sa place. Il quitte le club en 2003 pour rejoindre l'Austria Vienne. Il y trouve rapidement une place de titulaire indiscutable et y passe deux saisons pleines. Lors de la première saison, il est vice-champion d'Autriche et finaliste de la Coupe d'Autriche durant laquelle le club s'incline lors de la séance de tirs au but. Il enrichit son palmarès la saison suivante malgré une troisième place en championnat, il remporte Coupe d'Autriche mais décide finalement de quitter le club pour rejoindre un nouveau championnat.
Il s'engage en faveur du FC Sochaux-Montbéliard lors de l'été 2005. Titulaire indiscutable dès la première saison au club, le club réussit à se maintenir lors des dernières journées de championnat. Lors de la saison 2006-2007, le club termine à la 7e place et remporte la Coupe de France lors de la séance de tirs au but face à l'Olympique de Marseille. Il quitte le club deux saisons plus tard en 2009 pour retrouver l'Autriche sous le maillot du Red Bull Salzbourg. Titulaire au sein de la défense centrale, il est champion d'Autriche en 2010 puis vice-champion en 2011.
Le 31 août 2011, il s'engage pour deux saisons avec l'AS Monaco. Le 19 septembre, pour son premier match officiel sous les couleurs monégasques, il inscrit son premier but et donne donc la victoire à son équipe contre l'AC Arles Avignon un but à zéro. Un an après son arrivée et une saison durant laquelle il a peu joué, il résilie la dernière année de contrat qui le liait au club de la Principauté. Après plusieurs mois de chômage, il retrouve finalement un club le 15 mars 2013, en s'engageant avec la formation danoise de SønderjyskE. Il n'y reste que quelques mois avant de raccrocher les crampons.

## Statistiques détaillées
| Clubs              | Saison         | Championnat    | Championnat | Championnat | Coupes nationales | Coupes nationales | Coupe de la Ligue | Coupe de la Ligue | Coupes d'Europe | Coupes d'Europe | Coupes d'Europe | Total  | Total |
| Clubs              | Saison         | Division       | Matchs      | Buts        | Matchs            | Buts              | Matchs            | Buts              | Type            | Matchs          | Buts            | Matchs | Buts  |
| ------------------ | -------------- | -------------- | ----------- | ----------- | ----------------- | ----------------- | ----------------- | ----------------- | --------------- | --------------- | --------------- | ------ | ----- |
| Standard de Liège  | 1997/1998      | D1             | 3           | 0           | 0                 | 0                 | -                 | -                 | -               | -               | -               | 3      | 0     |
| Standard de Liège  | 1998/1999      | D1             | 26          | 1           | ?                 | ?                 | -                 | -                 | -               | -               | -               | 26     | 1     |
| Standard de Liège  | 1999/2000      | D1             | 23          | 1           | ?                 | ?                 | -                 | -                 | -               | -               | -               | 23     | 1     |
| SSC Naples         | 2000/2001      | D1             | 0           | 0           | 0                 | 0                 | -                 | -                 | -               | -               | -               | 0      | 0     |
| Standard de Liège  | 2000/2001      | D1             | 0           | 0           | ?                 | ?                 | -                 | -                 | -               | -               | -               | 0      | 0     |
| Standard de Liège  | 2001/2002      | D1             | 22          | 0           | ?                 | ?                 | -                 | -                 | C3              | 1               | 0               | 23     | 0     |
| Standard de Liège  | 2002/2003      | D1             | 14          | 0           | ?                 | ?                 | -                 | -                 | -               | -               | -               | 14     | 0     |
| Austria Vienne     | 2003/2004      | D1             | 33          | 0           | 2                 | 0                 | -                 | -                 | C1+C3           | 2+2             | 0+0             | 39     | 0     |
| Austria Vienne     | 2004/2005      | D1             | 27          | 1           | 3                 | 0                 | -                 | -                 | C3              | 13              | 0               | 43     | 1     |
| FC Sochaux         | 2005/2006      | L1             | 32          | 1           | 2                 | 0                 | 1                 | 0                 | -               | -               | -               | 35     | 1     |
| FC Sochaux         | 2006/2007      | L1             | 34          | 2           | 4                 | 0                 | 2                 | 0                 | -               | -               | -               | 40     | 2     |
| FC Sochaux         | 2007/2008      | L1             | 27          | 0           | 2                 | 0                 | 1                 | 0                 | C3              | 2               | 0               | 32     | 0     |
| FC Sochaux         | 2008/2009      | L1             | 30          | 2           | 1                 | 0                 | 1                 | 0                 | -               | -               | -               | 32     | 2     |
| Red Bull Salzbourg | 2009/2010      | D1             | 29          | 4           | 1                 | 0                 | -                 | -                 | C3              | 8               | 1               | 38     | 5     |
| Red Bull Salzbourg | 2010/2011      | D1             | 33          | 0           | 2                 | 0                 | -                 | -                 | C1+C3           | 4+6             | 0               | 45     | 0     |
| AS Monaco          | 2011/2012      | L2             | 14          | 1           | 0                 | 0                 | 0                 | 0                 | -               | -               | -               | 14     | 1     |
| SønderjyskE        | 2012/2013      | D1             | 5           | 0           | 0                 | 0                 | 0                 | 0                 | -               | -               | -               | 0      | 0     |
| Total Carrière     | Total Carrière | Total Carrière | 352         | 13          | 17                | 0                 | 5                 | 0                 |                 | 38              | 1               | 407    | 14    |

Mise à jour le 17 mars 2013

## Palmarès

### En club
Lors de son passage au Standard de Liège, il ne remporte aucun titre mais est finaliste de la Coupe de Belgique en 1999 et 2000.
Avec l'Austria Vienne, il remporte la Supercoupe d'Autriche en 2004 ainsi que la Coupe d'Autriche en 2005. Il est également vice-champion d'Autriche en 2004 et finaliste de la Coupe d'Autriche en 2004.
Il remporte la Coupe de France en 2007 avec le FC Sochaux.
De retour en Autriche sous le maillot du Red Bull Salzbourg, il est Champion d'Autriche en 2010 et vice-champion en 2011.

### En sélection
Il remporte la Meridian Cup avec l'équipe du Nigeria des moins de 17 ans en 1997.

### Récompenses individuelles
Il est élu meilleur défenseur de la Jupiler League en 2002 puis en 2003.